# Естадио Рамон Санчес Писхуан
Естадио Рамон Санчес Писхуан (на испански: Estadio Ramón Sánchez Pizjuán) е футболен стадион в Севиля, Испания.
Това е клубният стадион на ФК Севиля, на него играе част от срещите си и испанския национален отбор. Построен е през 1957 г. и има 45 500 седящи места.
Носи името на Рамон Санчес Писхуан Муньос, виден адвокат от Севиля и президент на футболния клуб в продължение на 17 години, в два различни периода. (1932-1942, 1948-1956)
Стадионът е един от домакините на Световното първенство по футбол през 1982 г.
На него се играе полуфиналната среща между Германия и Франция (в редовното време 3:3, при дузпите 5:4)
През 1986 г. приема домакинството на финалната среща от турнира за Купата на европейските шампиони между отборите на Стяуа Букурещ и Барселона (в редовното време 0:0, и 2:0 след изпълнение на дузпи)